# Jean-Pierre Büchler

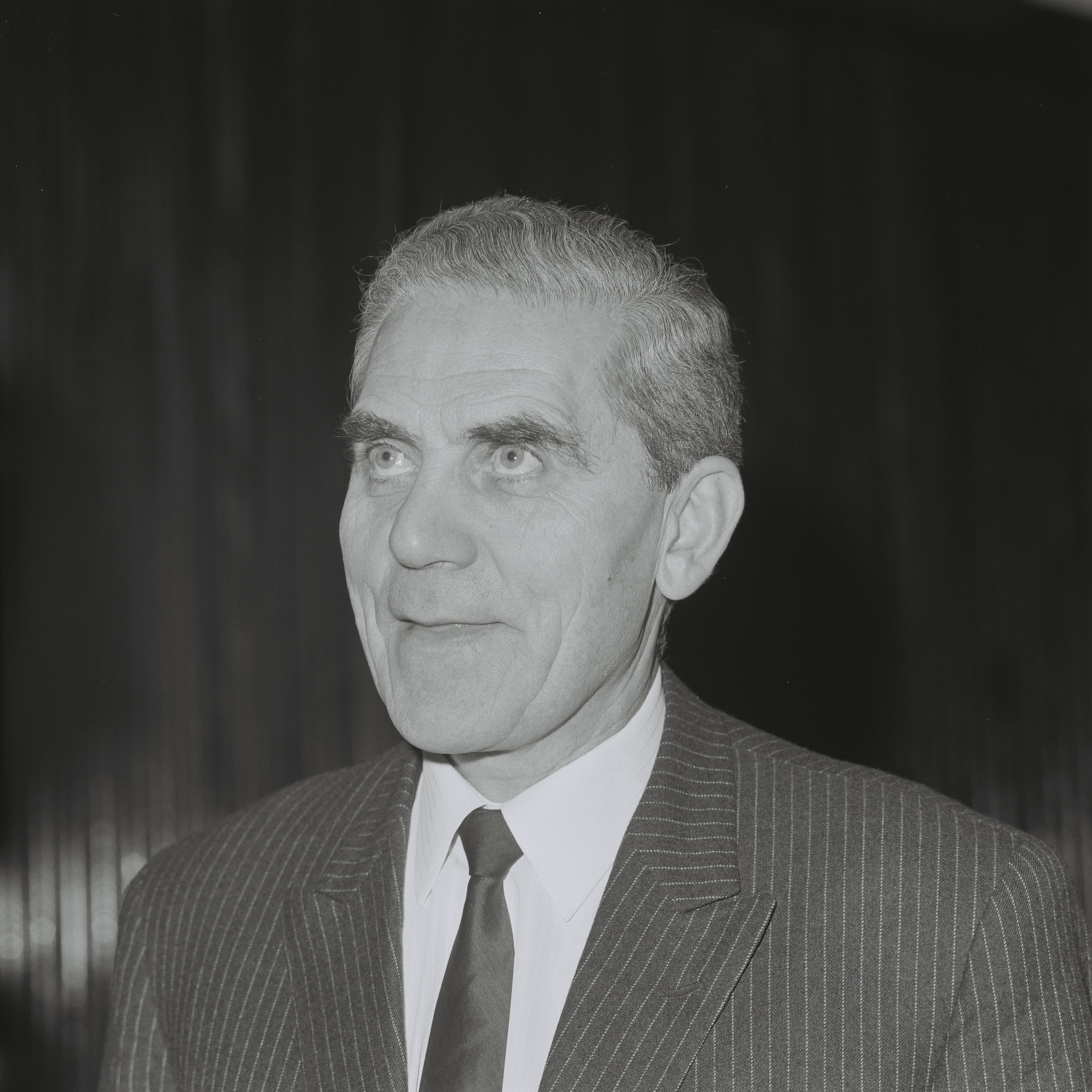
Jean-Pierre Büchler (1968)

Jean-Pierre Büchler (* 6. Juli 1908 in Haller, Waldbillig; † 7. September 1993 in Luxemburg) war ein luxemburgischer Politiker der Chrëschtlech Sozial Vollekspartei (CSV), der Minister verschiedener Ressorts war.

## Leben

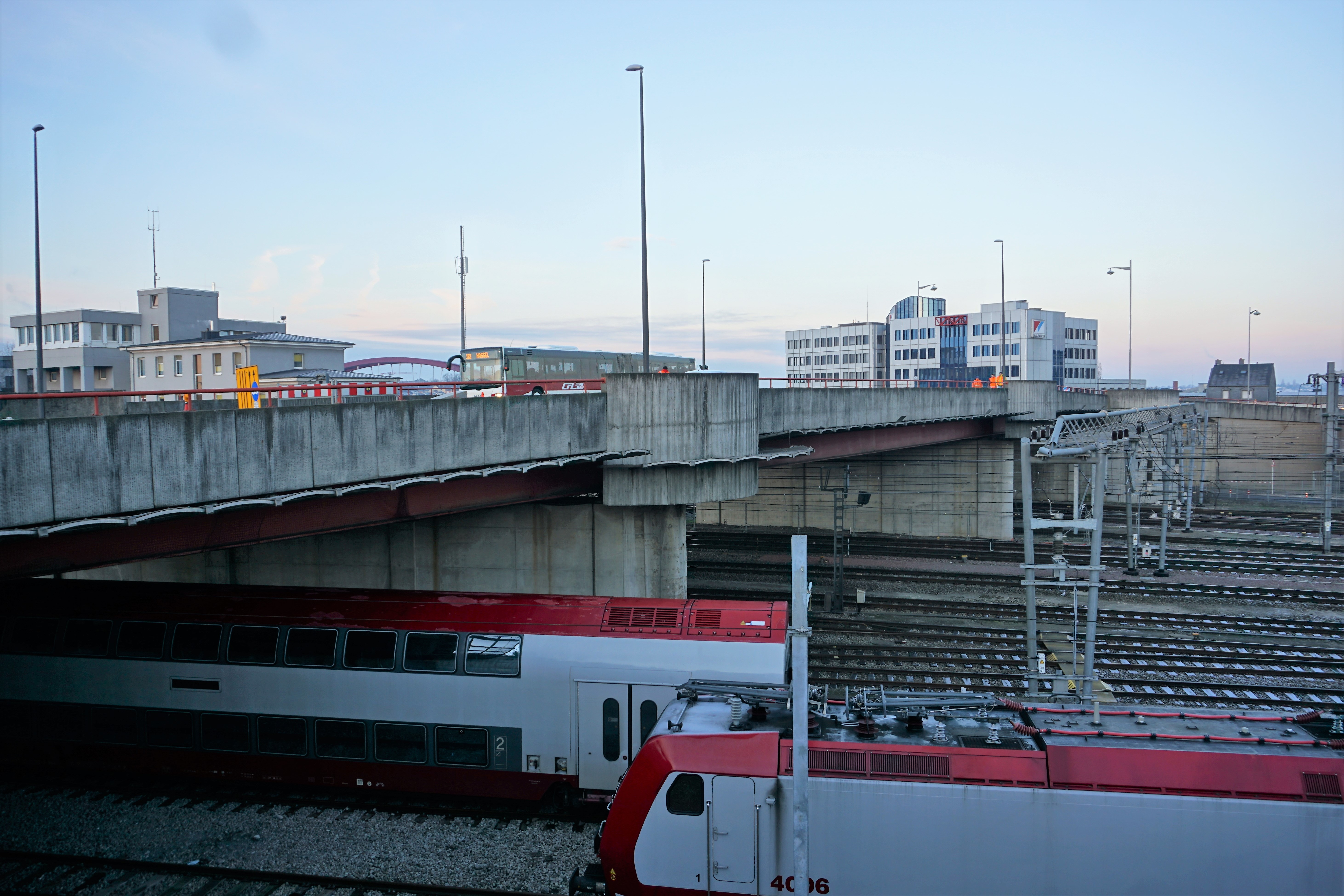
Ihm zu Ehren wurde die Jean-Pierre-Büchler-Bréck, eine 1994 eröffnete Eisenbahnbrücke, in Bonneweg benannt

Jean-Pierre Büchler absolvierte zwischen 1931 und 1934 eine Ausbildung am Lycée technique agricole in Ettelbrück und war anschließend bis 1945 Leiter der Abteilung für ländliche Wirtschaft im Landwirtschaftsministerium. Nach dem Zweiten Weltkrieg wurde er Leiter des Versorgungsamtes und daraufhin Leiter der Studienabteilung im Wirtschaftsministerium. 1948 kehrte er ins Landwirtschaftsministerium zurück und war dort Regierungsberater für die Beziehungen zu internationalen Organisationen wie Ernährungs- und Landwirtschaftsorganisation der Vereinten Nationen (FAO), Allgemeines Zoll- und Handelsabkommen (GATT) und Organisation für europäische wirtschaftliche Zusammenarbeit (OEEC).
Am 15. Juli 1964 übernahm Büchler in der zweiten Regierung Werner das Amt als Staatssekretär im Ministerium für Landwirtschaft und Weinbau (Secrétaire d’État à l’Agriculture et à la Viticulture). Nach Bildung der dritten Regierung Werner am 3. Januar 1967 übernahm er selbst das Amt als Minister für Landwirtschaft und Weinbau sowie zusätzlich als Minister für den Mittelstand (Ministre de l’Agriculture et de la Viticulture, Ministre des Classes moyennes). In der im Anschluss gebildeten vierten Regierung Werner blieb er zunächst vom 6. Februar 1969 bis 19. September 1972 weiterhin Minister für Landwirtschaft und Weinbau. Darüber hinaus bekleidete er das Amt als Minister für öffentliche Arbeiten (Ministre des Travaux publics) zwischen dem 6. Februar 1969 und dem 15. Juni 1974. Im Zuge einer neuerlichen Regierungsumbildung am 19. September 1972 übernahm er die Ämter als Minister für öffentliche Arbeiten, Minister für Familien, Wohnungsbau und soziale Solidarität sowie Minister für Weinbau(Ministre des Travaux publics, Ministre de la Famille, du Logement social et de la Solidarité sociale, Ministre de la Viticulture) und hatte diese bis zum 15. Juni 1974 inne.
Kurz vor seinem Ausscheiden aus der Regierung wurde Jean-Pierre Büchler für die Christlich Soziale Volkspartei CSV (Chrëschtlech Sozial Vollekspartei) bei der Kammerwahl am 26. Mai 1974 zum Mitglied der Abgeordnetenkammer (Chamber) gewählt und gehörte dieser bis 1978 an. Ihm zu Ehren wurde die Jean-Pierre-Büchler-Bréck benannt, eine 1994 eröffnete Eisenbahnbrücke in Bonneweg, benannt.